# Glicina idrossimetiltransferasi
La glicina idrossimetiltransferasi è un enzima appartenente alla classe delle transferasi, che catalizza la seguente reazione:
5,10-metilenetetraidrofolato + glicina + H2O ⇄ tetraidrofolato + L-serina
Questo enzima è una proteina che richiede come coenzima il piridossal-fosfato. Catalizza anche la reazione della glicina con acetaldeide per formare L-treonina, e con  4-trimetilammoniobutanale per formare 3-idrossi-N6,N6,N6-trimetil-L-lisina. Dal punto di vista biochimico è notevole l'importanza dell'equilibrio letto da dx a sx poiché costituisce  la via più comune di introduzione di una unità monocarboniosa nel tetraidrofolato, per tale motivo l'enzima è più noto come serina idrossimetiltransferasi (SHMT).